# Геройське (Євпаторійський район)
Геро́йське (до 1945 року — Ашаги-Джамін; крим. Aşağı Camin) — село у Євпаторійському районі Автономної Республіки Крим. Населення становить 1706 осіб.

## Назва
13 квітня 1944 року на околиці села були розстріляні радянські воїни-розвідники:
- Абдулманапов Магомед-Загід, гвардії молодший сержант;
- Велигін Петро Володимирович, гвардії рядовий;
- Задорожний Михайло Олексійович, гвардії рядовий;
- Захарченко Григорій Никифорович, гвардії рядовий;
- Іванов Петро Артемович, рядовий;
- Піддубний Микола Іванович, гвардії сержант;
- Симоненко Олександр Федорович, рядовий;
- Тимошенко Іван Терентійович, гвардії рядовий.

Дев'ятого, рядового Василя Єршова, вдалося врятувати місцевим жителям. Усім дев'ятьом було присвоєно звання Героя Радянського Союзу.
За клопотанням громадськості 1945 року село було перейменоване на Геройське. У 1965 році останки бійців були перепоховані з сільського цвинтаря до братської могили. На околиці села споруджено курган, на якому височить обеліск героям.

## Населення
У 1911 році у селі мешкало 291 особа, у 1915 році — 292 особи, у 1918 році — 296 осіб, у 1926 році — 368 осіб, з них 334 — німці, у 1931 році — 271 особа. За даними всеукраїнського перепису населення 2001 року у селі мешкало 1706 осіб
Мова
Розподіл населення за рідною мовою за даними перепису 2001 року був наступним:
| російська         | 1116 | 65,42 |
| українська        | 389  | 22,8  |
| кримськотатарська | 187  | 10,96 |
| білоруська        | 4    | 0,23  |
| молдавська        | 1    | 0,06  |
| інші              | 9    | 0,53  |

## Історія
Село Ашаги-Джамін засноване у 1879 році. Розташоване за 30 км на схід від Євпаторії. До 1917 року належало до Камбарської волості, Євпаторійського повіту, Таврійської губернії, Російської імперії. В радянський період у різні роки належала до Сімферопольського (Підгородньо-Петровськкого), Євпаторійського та Сакського районів Кримської області УРСР{. В селі працює початкова школа. 1926 року обрано сільську раду. Нині у складі Євпаторійського району Автономної Республіки Крим.